# Exupère d'Agaune
Pour les articles homonymes, voir Exupère.

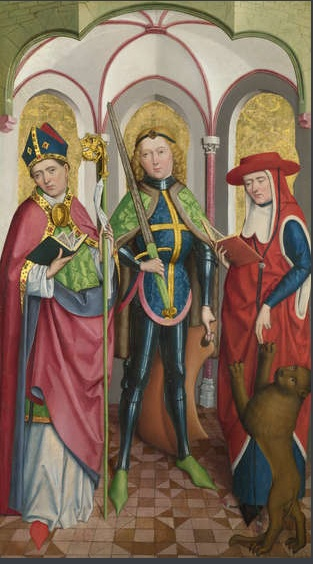
Exupère entre saint Ambroise (à gauche) et saint Jérôme (à droite). Londres, National Gallery.

Exupère d'Agaune (latin Exuperius) est un saint chrétien, officier de la légion thébaine, venu d'Égypte, compagnon de saint Maurice. Il aurait subi le martyre à Agaune, aujourd'hui Saint-Maurice, en Valais, en même temps que tous les membres de cette légion, sous le règne de l'empereur Dioclétien et sur l'ordre de Maximien, à la fin du IIIe siècle. Le caractère historique de cet épisode, rapporté par Eucher de Lyon (370-449), évêque de Lyon qui avait visité le Valais, n'est pas avéré. Selon Eucher, Exupère était un campidoctor, officier ou sous-officier instructeur chargé de la formation des recrues.

## Culte
La tradition rapporte que ses reliques furent transférées à l'abbaye bénédictine de Gembloux, près de Namur, en Belgique, par son fondateur Guibert de Gembloux. Il y fut particulièrement honoré.
En France, les églises au vocable de saint Exupère sont pour la plupart dédiées soit à Exupère de Bayeux, soit à Exupère de Toulouse. Cependant, à Saint-Exupéry-les-Roches en Corrèze, l'église est dédiée à saint Exupère et saint Maurice, il s'agit donc bien dans ce cas du martyr d'Agaune.
Il est fêté le 22 septembre, comme saint Maurice.

## Représentations figurées
On connaît au moins une représentation d'Exupère d'Agaune dans l'art. Il s'agit d'un panneau peint (volet gauche de retable) conservé à la National Gallery de Londres ; il est attribué à un peintre anonyme allemand de la seconde moitié du XVe siècle, connu sous le nom de Maître de Liesborn et représente Exupère entre saint Ambroise et saint Jérôme. Une inscription sur les auréoles des saints les identifie ; celui du milieu est désigné comme Exupère, martyr et chevalier ; il est revêtu en effet d'une armure et muni d'une épée et d'un bouclier ; ce costume militaire le distingue des autres saints du même nom. L'identification est confirmée par le fait que le volet droit du même retable, également conservé à la National Gallery, représente saint Maurice entre saint Grégoire et saint Augustin ; les deux panneaux se répondent exactement et représentent les martyrs de la légion thébaine entre les quatre pères de l'Église latine traditionnellement représentés par l'iconographie occidentale.